# Prix Gémeaux de la meilleure émission ou série d'information
Le prix Gémeaux de la meilleure émission ou série d’information est une récompense télévisuelle remise par l'Académie canadienne du cinéma et de la télévision entre 1987 et 2009.

## Palmarès
- 1987 - Droit de parole
- 1988 - Téléservice
- 1988 - Montréal ce soir
- 2009 - Salut Bonjour

### Meilleure série d'information
- 1988 - Le Point
- 1988 - Le Point
- 1989 - Le Point
- 1990 - Le Match de la vie
- 1991 - Le Match de la vie
- 1992 - Enjeux
- 1993 - Objectif Ontario
- 1994 - Enjeux
- 1995 - Enjeux
- 1996 - Enjeux
- 1997 - Enjeux
- 1998 - Découverte
- 1999 - Découverte
- 2000 - Zone Libre
- 2001 - Zone Libre
- 2002 - Zone Libre
- 2009 - Découverte

### Meilleure émission d'information
- 1991 - Crise d'octobre : 20 ans après
- 1992 - La fin de l'URSS
- 1993 - Spécial environnement
- 1994 - Huis clos sur la dette
- 1995 - Un pays en questions
- 1996 - Référendum 95
- 1997 - Spécial couverture des inondations au Saguenay
- 1998 - État De Choc, Émission Spéciale
- 1999 - Découverte : Réchauffement de la planète
- 2000 - Simon Durivage : Héroïne : Voyage au bout de l’enfer
- 2001 - La pauvreté en héritage
- 2002 - L’autopsie d’une catastrophe